# Vincenzo Luca
Vincenzo Luca, detto Zampogna (Policastro, 1782 – 1810), è stato un brigante italiano, attivo nel periodo tra il Settecento e l'Ottocento.

## Biografia
Vincenzo Luca nacque a Policastro da un massaro intorno all'anno 1782. In adolescenza uccise suo padre e si diede al vagabondaggio. Divenne il terrore del Marchesato, dove rapì molte ragazze, massacrò e mutilò molte persone, distrusse merci e animali e incendiò molte proprietà.
La sua banda era composta da suo fratello Francesco Luca (tre anni più grande di lui) e da una cinquantina di altri individui e fu disfatta da diversi attacchi dell'aiutante generale Giuseppe Iannelli. Vincenzo Luca e il fratello furono catturati da Iannelli il 14 dicembre 1810 e successivamente giudicati dalla commissione militare e impiccati. Vincenzo Luca morì all'età di 28 anni, mentre suo fratello Francesco Luca morì a 31 anni.